# Yosobee
Yosobee är en ort i Mexiko.   Den ligger i kommunen Heroica Ciudad de Tlaxiaco och delstaten Oaxaca, i den sydöstra delen av landet, 290 km sydost om huvudstaden Mexico City. Yosobee ligger 2 054 meter över havet och antalet invånare är 802.
Terrängen runt Yosobee är huvudsakligen kuperad, men den allra närmaste omgivningen är platt. Runt Yosobee är det ganska glesbefolkat, med 22 invånare per kvadratkilometer. Närmaste större samhälle är Heroica Ciudad de Tlaxiaco, 3,1 km norr om Yosobee. I omgivningarna runt Yosobee växer huvudsakligen savannskog.